# Коренное (Луганская область)
Коренное (укр. Корінне) — село, относится к Краснолучскому городскому совету Луганской области Украины. Под контролем самопровозглашённой Луганской Народной Республики.

## География
Село расположено на реке под названием Глухая (правый приток Миуса).
К западу и югу от посёлка проходит граница между Луганской и Донецкой областями. Ближайшие населённые пункты: в Луганской области города Миусинск (ниже по течению Глухой) на востоке, Красный Луч на северо-востоке, посёлки Княгиневка, Хрустальное и город Вахрушево на севере; в Донецкой области посёлок Андреевка (выше по течению Глухой) на северо-западе, город Снежное на западе, посёлок Залесное на юге.

## Население
Население по переписи 2001 года составляло 51 человек.

## Общие сведения
Почтовый индекс — 94536. Телефонный код — 6432. Занимает площадь 0,16 км².

## Местный совет
94533, Луганская обл., Краснолучский городской совет, г. Миусинск, ул. Октябрьская, д. 15